# Judd Green
Judd Green, född 1866 i Portsmouth i England, död 1932, var en engelsk skådespelare.

## Filmografi (urval)
- 1930 - Naughty Husbands
- 1929 – Fången 53
- 1926 - The Pied Piper of Hamelin
- 1918 - TThe Life Story of David Lloyd George
- 1914 - TThe Third String